# Erwin Kräutler
Erwin Kräutler (Koblach, 12 luglio 1939) è un vescovo cattolico austriaco naturalizzato brasiliano, dal 23 dicembre 2015 prelato emerito di Xingu.

## Biografia
Monsignor Erwin Kräutler nacque a Koblach il 12 luglio 1939 ed è il primo di sei fratelli.

### Formazione e ministero sacerdotale
Frequentò le scuola elementari a Koblach dal 1945 al 1951. In seguito fu ammesso al casa Xavier, un collegio dei Missionari del Preziosissimo Sangue, e nel 1958 superò l'esame di maturità. Scelse quindi di entrare nei Missionari del Preziosissimo Sangue e trascorse il periodo del noviziato a Schellenberg, nel Liechtenstein.
Dopo aver studiato teologia e filosofia all'Università di Salisburgo, il 3 luglio 1965 è stato ordinato presbitero nel duomo di Salisburgo. Ha celebrato la sua prima messa a Koblach il 18 luglio 1965. Il 2 novembre successivo è partito come missionario nel basso corso dello Xingu, nell'Amazzonia brasiliana. Il 25 novembre è giunto a Belém e il 21 dicembre ad Altamira. È stato missionario e professore di educazione religiosa, psicologia, filosofia dell'educazione e inglese all'Istituto "Maria de Mattias" di Altamira dal 1966 al 1980 ed economo della prelatura territoriale di Xingu dal 1968 al 1980. Il 7 luglio 1978 ha ottenuto la cittadinanza brasiliana.

### Ministero episcopale
Il 7 novembre 1980 papa Giovanni Paolo II lo ha nominato prelato coadiutore di Xingu. Il 25 gennaio successivo ha ricevuto l'ordinazione episcopale il 25 gennaio successivo dall'arcivescovo Carmine Rocco, nunzio apostolico in Brasile, coconsacranti l'arcivescovo metropolita di Belém do Pará Alberto Gaudêncio Ramos e il prelato di Xingu Eurico Kräutler, suo zio paterno. Con 368 092 km² la prelatura territoriale di Xingu è territorialmente la più grande diocesi brasiliana. Il 2 settembre 1981, con la rinuncia dello zio per raggiunti limiti di età, gli è succeduto alla medesima sede.
È stato presidente del consiglio missionario indigeno dal 1983 al 1991 e dal 2006, membro della commissione episcopale della pastorale della Conferenza nazionale dei vescovi del Brasile e responsabile della dimensione missionaria dal 1995 al 1998. Ha partecipato all'assemblea speciale per l'America del Sinodo dei vescovi dopo essere stato eletto dai vescovi brasiliani e confermato dal papa. È stato nuovamente responsabile della dimensione missionaria dal 1999 al 2003.
Monsignor Kräutler ha lavorato con suor Dorothy Stang e continua nella sua stessa lotta per i diritti delle comunità contadine e indigene e per la salvaguardia dell'ambiente nella regione amazzonica. Ha denunciato lo sfruttamento sessuale degli adolescenti da parte dei politici, le campagne di sterilizzazione governative, le azioni di proprietari terrieri, grileiros, taglialegna e agricoltori che praticano nuove forme di schiavitù e distruggono l'ambiente. Ha aperto uno spazio nella sua diocesi per il dibattito sulla costruzione della centrale idroelettrica di Belo Monte, il cui invaso minacciava di raggiungere le comunità indigene e contadine, affermando che faceva gli interessi dei taglialegna e dei grandi uomini d'affari.
Nel 1983 è stato arrestato e picchiato dalla polizia militare per aver partecipato a una campagna di solidarietà con i piantatori di canna da zucchero.
Monsignor Kräutler è stato minacciato e aggredito molte volte negli anni a causa delle sue battaglie. Il 16 ottobre 1987 è quasi rimasto ucciso in un sospetto incidente automobilistico che ha causato la morte del sacerdote che lo accompagnava, padre Salvatore Deiana. Si sospetta che questo incidente sia stato organizzato per eliminarlo. Attualmente monsignor Krautler vive sotto la protezione della polizia militare nello stato del Pará.
Nel 1995 padre Hubert Mattle, suo stretto collaboratore fu assassinato nel vescovato di Altamira. Dopo l'omicidio di suor Dorothy Stang nel 2005, monsignor Kräutler è stato ripetutamente minacciato di morte in quanto voleva portare i suoi assassini e i mandanti del delitto in tribunale.
Ha partecipato alla V conferenza episcopale latinoamericana che si è tenuta ad Aparecida dal 13 al 31 maggio del 2007.
Dal 2011 il centro di studi teologici, interculturali e religiosi dell'Università di Salisburgo assegna ogni due anni un premio intitolato a monsignor Kräutler "per la teologia contestuale e il dialogo interreligioso". Il premio di 3000 euro onora il lavoro scientifico nelle aree tematiche connesse con l'impegno di monsignor Kräutler.
Il 4 aprile 2014 è stato ricevuto in udienza privata da papa Francesco. Ha partecipato alla stesura della sua seconda enciclica, Laudato si', scrivendo il primo capitolo sulla protezione dell'ambiente.
Il 23 dicembre 2015 papa Francesco ha accettato la sua rinuncia al governo pastorale della prelatura per raggiunti limiti di età. L'8 marzo 2018 lo stesso pontefice lo ha nominato membro del consiglio pre-sinodale dell'assemblea speciale del Sinodo dei vescovi per la Regione Panamazzonica in programma per l'ottobre 2019.
Fa parte della confraternita K.Ö.H.V. Leopoldina di Innsbruck. Ha ricevuto diversi premi e lauree honoris causa per le sue battaglie per i diritti umani. È stato premiato per il suo impegno per i diritti umani degli indigeni e per la conservazione della foresta pluviale tropicale nella regione amazzonica con il Right Livelihood Award nel 2010 e con il premio per la conservazione della natura bavarese nel 2015.

## Opinioni
Monsignor Kräutler è da tempo uno dei vescovi dell'America meridionale che propone l'opzione per i poveri. È sua convinzione che una pastorale tra gli indigeni, che appartengono di fatto alla classe inferiore, deve essere accompagnata da una lotta contro la povertà. Ha creato case di parto per madri indigene dato che la loro assistenza sanitaria è spesso inadeguata in Brasile. Nella sua diocesi gli indigeni vivono in una ventina di villaggi indiani lungo lo Xingu e sono di etnia Kayapó, Asurini, Araweté, Parakanan, Xikrin e Arará.
In un'intervista alla radio austriaca Ö1, monsignor Kräutler ha riferito che gli indigeni dell'Amazzonia erano privati delle loro terre spesso con l'uso di forza. Come vescovo prelato di Xingu ha cercato di trovare nuovi modi per far uscire la gente dalla sofferenza e dalla povertà. Ha dichiarato: "Se io sto dalla parte dei popoli indigeni sono sempre contro gli interessi di altri che vogliono sfruttare queste persone".

## Opere
- 500 Jahre Lateinamerika. Kein Grund zum Feiern (conferenza al Municipio di Vienna del 7 aprile 1992). In: Wiener Vorlesungen im Rathaus. Band 15. Picus, Vienna 1992, ISBN 3-85452-314-9.
- Kirche mit indianischem Antlitz – eine Utopie? [conferenza al Municipio di Vienna del 16 marzo 1993. Mit einem Vorwort von Hubert Christian Ehalt]. In: Wiener Vorlesungen im Rathaus, Band 21. Picus, Viemna 1993, ISBN 3-85452-320-3.
- Die Nacht ist noch nicht vorüber. Der Bischof vom Amazonas als Anwalt der Menschen. Herderbücherei 1781, Friburgo in Brisgovia / Basilea / Vienna 1994, ISBN 3-451-08781-2.
- Mein Leben ist wie der Amazonas. Aus dem Tagebuch eines Bischofs. Autobiografie 1981–1992, Herderbücherei 8815, Friburgo in Brisgovia / Basilea / Vienna 1994, ISBN 3-451-08815-0 (Auch in Blindenschrift erschienen).
- Vorwort für Franz Weber: Gewagte Inkulturation. Basisgemeinden in Brasilien: eine pastoralgeschichtliche Zwischenbilanz. Grünewald, Mainz 1996, ISBN 3-7867-1960-8 (Zugleich Habilitations-Schrift an der Universität Mainz, 1995).
- con Felix Mitterer, Herbert Meusburger (illustrazioni), Gustav Schörghofer (testi), Manfred Horvath (immagini): Kreuzweg Hochberg [Bildband]. Folio, Vienna / Bolzano 2004, ISBN 978-3-85256-256-8.
- Lebenswelten und Problemfelder in Amazonien heute [conferenza al Municipio di Vienna del 21 giugno 2005 anlässlich der Überreichung des Ehrenpreises des Viktor-Frankl-Fonds der Stadt Wien zur Förderung einer sinnorientierten humanistischen Psychotherapie für das Jahr 2004]. In: Wiener Vorlesungen im Rathaus. Band 124. Picus, Vienna 2006, ISBN 3-85452-524-9.
- Rot wie Blut die Blumen. Ein Bischof zwischen Tod und Leben. [Autobiografia 1965–2009], Müller, Salisburgo / Vienna 2009, ISBN 978-3-7013-1163-7.
- Kämpfen, glauben, hoffen: Mein Leben als Bischof am Amazonas. Vier Türme 2011, ISBN 978-3-89680-534-8.
- Mein Leben für Amazonien. An der Seite der unterdrückten Völker; In Zusammenarbeit mit Josef Bruckmoser. Tyrolia, Innsbruck 2014, ISBN 978-3-7022-3387-7.
- Habt Mut! Jetzt die Welt und die Kirche verändern. Tyrolia, Innsbruck-Vienna 2016. ISBN 978-3-7022-3508-6

## Genealogia episcopale e successione apostolica
La genealogia episcopale è:
- Cardinale Scipione Rebiba
- Cardinale Giulio Antonio Santori
- Cardinale Girolamo Bernerio, O.P.
- Arcivescovo Galeazzo Sanvitale
- Cardinale Ludovico Ludovisi
- Cardinale Luigi Caetani
- Cardinale Ulderico Carpegna
- Cardinale Paluzzo Paluzzi Altieri degli Albertoni
- Papa Benedetto XIII
- Papa Benedetto XIV
- Papa Clemente XIII
- Cardinale Marcantonio Colonna
- Cardinale Giacinto Sigismondo Gerdil, B.
- Cardinale Giulio Maria della Somaglia
- Cardinale Carlo Odescalchi, S.I.
- Cardinale Costantino Patrizi Naro
- Cardinale Lucido Maria Parocchi
- Papa Pio X
- Cardinale Gaetano De Lai
- Cardinale Raffaele Carlo Rossi, O.C.D.
- Cardinale Amleto Giovanni Cicognani
- Arcivescovo Carmine Rocco
- Vescovo Erwin Kräutler, C.PP.S.

La successione apostolica è:
- Vescovo João Muniz Alves, O.F.M. (2016)